# Сендіс
Сендіс (англ. Sandys Parish) — один з дев'яти округів Бермудів. Свою назву округ отримав на честь колонізатора сера Едвіна Сендіса. Населення 7 655 осіб (2010).

## Географія
Округ знаходиться на північному заході ланцюга Бермудських островів. В округ входять три великих острови: Ірландський, Сомерсет і Боаз.
Округ Сендіс межує з округом Саутгемптон. Вся площа округу становить 6,7 км².